# Miroslav Januš
Miroslav Januš (* 9. August 1972 in Benešov) ist ein ehemaliger tschechischer Sportschütze.

## Erfolge
Miroslav Januš, der für Dukla Plzeň aktiv war, nahm an vier Olympischen Spielen teil. 1992 in Barcelona belegte er, für die Tschechoslowakei startend, den neunten Platz im Wettbewerb auf die Laufende Scheibe über 10 m. Bei seiner zweiten Teilnahme, dann für Tschechien, bei den Olympischen Spielen 1996 in Atlanta zog er als Dritter der Qualifikation mit 580 Punkten ins Finale ein. Mit weiteren 98,4 Punkten im Finale wurde er dank 678,4 Gesamtpunkten hinter Yang Ling und Xiao Jun Dritter und erhielt die Bronzemedaille. 2000 in Sydney gelang ihm erneut der Finaleinzug, kam in diesem aber nicht über den achten und damit letzten Platz hinaus. Vier Jahre später belegte er in Athen den 15. Platz.
Bei Weltmeisterschaften sicherte sich Januš zwischen 1994 und 2016 insgesamt 22 Medaillen. Neunmal wurde er dabei Weltmeister: 1994 in Mailand war er in den Mannschaftswettbewerben Laufender Keiler im gemischten Lauf, Laufende Scheibe und Laufende Scheibe Mix siegreich. In letzterer Disziplin folgte 1998 in Barcelona der nächste Titelgewinn. 2002 in Lahti wurde er beim Laufenden Keiler im gemischten Lauf mit der Mannschaft ein weiteres Mal Weltmeister, sowie erstmals 2006 in Zagreb im Mannschaftswettbewerb im Laufenden Keiler. Zwei Jahre später in Pilsen gewann er in den Mannschaftskonkurrenzen im Laufenden Keiler und im Laufenden Keiler im gemischten Lauf die Goldmedaille. Seinen letzten Weltmeistertitel sicherte er sich im gemischten Lauf im Laufenden Keiler 2012 in Stockholm mit der Mannschaft. Darüber hinaus gewann Januš acht Silber- und fünf Bronzemedaillen. Sein bestes Resultat im Einzel gelang ihm mit dem Gewinn von vier Vizeweltmeisterschaften in verschiedenen Disziplinen. Zehnmal wurde Januš in verschiedenen Einzeldisziplinen Europameister.
Januš ist verheiratet und hat zwei Kinder.